# Жиренкопа
Жиренкопа́ (каз. Жиренқопа) — село у складі Хобдинського району Актюбінської області Казахстану. Адміністративний центр та єдиний населений пункт Жиренкопинського сільського округу.
У радянські часи село називалось Коблонда.
Населення — 577 осіб (2021; 741 у 2009, 1617 у 1999, 1747 у 1989).